# Írán na Letních olympijských hrách 1972
Írán na Letních olympijských hrách 1972 v německém Mnichově reprezentovalo 50 sportovců v 7 sportech.

## Medailisté
| Medaile | Jméno            | Sport    | Disciplína                   |
| ------- | ---------------- | -------- | ---------------------------- |
| Stříbro | Mohammad Nassiri | Vzpírání | muži bantamová váha do 56 kg |
| Stříbro | Rahím Alíabádí   | Zápas    | Muži řecko-římský do 48 kg   |
| Bronz   | Ebráhím Džavádí  | Zápas    | Muži volný styl do 48 kg     |